# Hakan Çalhanoğlu
Hakan Çalhanoğlu (Mannheim, Njemačka, 8. veljače 1994.) turski je nogometaš koji igra na poziciji veznog. Trenutačno igra za talijanski klub Inter Milan. Kapetan je turske reprezentacije. 

## Igračka karijera
Karijeru je započeo u njemačkom drugoligašu Karlsruhe 2010. godine, prije nego što je dvije godine kasnije prešao u redove prvoligaša HSV-a.
Nakon impresivnih nastupa u Bundesligi, Çalhanoğlu je 2014. prešao u Bayer Leverkusen za 14,5 milijuna eura. Tijekom tri sezone u klubu, postigao je ukupno 28 golova u 115 službenih nastupa. Godine 2017. potpisao je za AC Milan za početnih 20 milijuna eura, da bi 2021. prešao u redove gradskog rivala Intera bez odštete.
Çalhanoğlu je poznat po izvanrednim udarcima iz slobodnih udaraca i preciznim dodavanjima. U sezoni 2023./24. postigao je osobni rekord od 13 golova u Serie A čime je izjednačio rekord Sükrüa Gülesina za najboljeg turskog strijelca u Serie A s ukupno 36 golova.

## Reprezentativna karijera
Iako rođen u Njemačkoj, Çalhanoğlu predstavlja Tursku na međunarodnoj razini. Debitirao je za seniorsku reprezentaciju 2013. godine i sudjelovao na Europskim prvenstvima 2016., 2020. i 2024. Nakon umirovljenja Buraka Yılmaza 2022. godine, preuzeo je kapetansku vrpcu turske reprezentacije.